# Xenartros
Os Xenartros (Xenarthra, do grego xenos "estranho", e arthros "articulação") são uma superordem de mamíferos placentários, anteriormente designada como Edentata, que inclui os animais ditos desdentados. O grupo é nativo do continente americano e surgiu no Terciário, há cerca de 60 milhões de anos. Esses animais tem a distribuição geográfica que vai do Centro sul da América do Norte, passando pelas América Central até o sul da América do Sul. O nome da ordem advém da estrutura das vértebras destes animais, bastante distinta dos restantes mamíferos. As vértebras dorso-lombares apresentam, além das articulações comuns, uma articulação acessória (xenartria). De um modo geral, os membros do grupo têm os dentes molares pouco desenvolvidos, o que lhes deu o nome popular de desdentados.

## Características
Sua principal característica é a dentição incompleta. Alguns possuem molares, mesmo assim um pouco fortes. Os desdentados possuem garras nos dedos e geralmente tem movimentos lentos. O tamanduá e o tatu tem o focinho longo.

## Distribuição e Habitat
A ordem é exclusiva do Novo Mundo, sendo atualmente encontrada nas Américas do Sul e Central, com apenas uma espécie de tatu alcançando a América do Norte (mais especificamente, a região central dos Estados Unidos). Os xenártros foram mais comuns na América do Norte no passado, com preguiças-gigantes e tatus-gigantes, constituindo elementos importantes da fauna local. Apesar de ter evoluído no continente americano, registros fósseis foram encontrados na Europa.
Os xenártros são encontrados em muitos habitats das Américas. As preguiças são mais restritas, habitando principalmente as florestas tropicais, entretanto, algumas são encontradas em florestas de altitude, alcançando os 2.000 metros. Os tamanduás ocupam, além das florestas, áreas mais abertas, como savanas. Os tatus são ainda mais cosmopolitas, habitando desde os desertos até as savanas e as florestas.

## Origem e Evolução

### Filogenia
| Cingulata | \| \| Dasipodídeos \| \| \| \| \| \| Clamiforídeos \| \| \| \| |
|           | \| \| Dasipodídeos \| \| \| \| \| \| Clamiforídeos \| \| \| \| |
|           | Dasipodídeos                                                   |
|           |                                                                |
|           | Clamiforídeos                                                  |
|           |                                                                |

|  | Dasipodídeos  |
|  |               |
|  | Clamiforídeos |
|  |               |

|  | Ciclopedídeos   |
|  |                 |
|  | Mirmecofagídeos |
|  |                 |

|  | Megaloniquídeos |
|  |                 |
|  | Bradipodídeos   |
|  |                 |

|  | Ciclopedídeos   |
|  |                 |
|  | Mirmecofagídeos |
|  |                 |

|  | Megaloniquídeos |
|  |                 |
|  | Bradipodídeos   |
|  |                 |

| Cingulata | \| \| Dasipodídeos \| \| \| \| \| \| Clamiforídeos \| \| \| \| |
|           | \| \| Dasipodídeos \| \| \| \| \| \| Clamiforídeos \| \| \| \| |
|           | Dasipodídeos                                                   |
|           |                                                                |
|           | Clamiforídeos                                                  |
|           |                                                                |

|  | Dasipodídeos  |
|  |               |
|  | Clamiforídeos |
|  |               |

|  | Ciclopedídeos   |
|  |                 |
|  | Mirmecofagídeos |
|  |                 |

|  | Megaloniquídeos |
|  |                 |
|  | Bradipodídeos   |
|  |                 |

|  | Ciclopedídeos   |
|  |                 |
|  | Mirmecofagídeos |
|  |                 |

|  | Megaloniquídeos |
|  |                 |
|  | Bradipodídeos   |
|  |                 |

| Cingulata | \| \| Dasipodídeos \| \| \| \| \| \| Clamiforídeos \| \| \| \| |
|           | \| \| Dasipodídeos \| \| \| \| \| \| Clamiforídeos \| \| \| \| |
|           | Dasipodídeos                                                   |
|           |                                                                |
|           | Clamiforídeos                                                  |
|           |                                                                |

|  | Dasipodídeos  |
|  |               |
|  | Clamiforídeos |
|  |               |

|  | Ciclopedídeos   |
|  |                 |
|  | Mirmecofagídeos |
|  |                 |

|  | Megaloniquídeos |
|  |                 |
|  | Bradipodídeos   |
|  |                 |

|  | Ciclopedídeos   |
|  |                 |
|  | Mirmecofagídeos |
|  |                 |

|  | Megaloniquídeos |
|  |                 |
|  | Bradipodídeos   |
|  |                 |

| Cingulata | \| \| Dasipodídeos \| \| \| \| \| \| Clamiforídeos \| \| \| \| |
|           | \| \| Dasipodídeos \| \| \| \| \| \| Clamiforídeos \| \| \| \| |
|           | Dasipodídeos                                                   |
|           |                                                                |
|           | Clamiforídeos                                                  |
|           |                                                                |

|  | Dasipodídeos  |
|  |               |
|  | Clamiforídeos |
|  |               |

|  | Ciclopedídeos   |
|  |                 |
|  | Mirmecofagídeos |
|  |                 |

|  | Megaloniquídeos |
|  |                 |
|  | Bradipodídeos   |
|  |                 |

|  | Ciclopedídeos   |
|  |                 |
|  | Mirmecofagídeos |
|  |                 |

|  | Megaloniquídeos |
|  |                 |
|  | Bradipodídeos   |
|  |                 |

### Sistemática
Classificação baseada em McKenna e Bell (1997):
Superordem dos Xenartros Cope, 1889
- Ordem Cingulata Illiger, 1811
  -     -       - Família †Protobradídeos Ameghino, 1902 - nomen dubium

    - Superfamília Dasypodoidea Gray, 1821
      - Família Dasipodídeos Gray, 1821 - tatus
      - Família †Peltefilídeos Ameghino, 1894

    - Superfamília †Glyptodontoidea Gray, 1869
      - Família †Pampateriídeos Paula Couto, 1954- pampatérios
      - Família †Paleopeltídeos Ameghino, 1895
      - Família †Gliptodontídeos Gray, 1869 - glyptodontes
- Ordem Pilosa Flower, 1883
  -     -       -         - †Tremathrium Ameghino, 1887 - incerta sedis

      - Família †Entelopídeos Ameghino, 1887 - incerta sedis

  - Subordem Folivora Owen, 1842
    -       -         - Gênero †Diellipsodon Berg, 1899
        - Gênero †Amphiocnus Kraglievich, 1922

      - Família †Rathmoteriídeos Ameghino, 1904

    - Infraordem †Mylodonta McKenna e Bell, 1997
      -         - Gênero †Pseudoglyptodon Engelmann, 1987 - incerta sedis

    - Superfamília †Orophodontoidea Ameghino, 1895
      - Família †Orofodontídeos Ameghino, 1895

    - Superfamília †Mylodontoidea Gill, 1872
      - Família †Escelidoteriídeos Ameghino, 1889
      - Família †Milodontídeos Gill, 1872

    - Infraordem Megatheria McKenna e Bell, 1997
    - Superfamília Bradypodoidea Gray, 1821
      - Família Bradipodídeos Gray, 1821 - preguiças de três dedos

    - Superfamília Megatheroidea Gray, 1821
      - Família †Megateriídeos Gray, 1821 - preguiça gigante
      - Família †Notroteriídeos Ameghino, 1920
      - Família Megaloniquídeos Gervais, 1855 - preguiças de dois dedos

  - Subordem Vermilíngues Illiger, 1811
    -       - Gênero †Argyromanis Ameghino, 1904 - incerta sedis
      - Gênero †Orthoarthrus Ameghino, 1904 - incerta sedis

    - Família Ciclopedídeos Pocock, 1924 - tamanduaí
    - Família Mirmecofagídeos Gray, 1825 - tamanduá